# Porcellanidae
Porcellanidae Haworth, 1825 è una famiglia di crostacei decapodi.

## Alimentazione
Sono onnivori.

## Distribuzione e habitat
Sono comuni in tutti gli oceani.

## Tassonomia
La famiglia comprende i seguenti generi:
- Aliaporcellana Nakasone & Miyake, 1969
- Allopetrolisthes Haig, 1960
- Ancylocheles Haig, 1978
- Capilliporcellana Haig, 1978
- Clastotoechus Haig, 1960
- Enosteoides D.S. Johnson, 1970
- Euceramus Stimpson, 1860
- Eulenaios P.K.L. Ng & Nakasone, 1993
- Heteropolyonyx Osawa, 2001
- Heteroporcellana Haig, 1978
- Liopetrolisthes Haig, 1960
- Lissoporcellana Haig, 1978
- Madarateuchus Harvey, 1999
- Megalobrachium Stimpson, 1858
- Minyocerus Stimpson, 1858
- Neopetrolisthes Miyake, 1937
- Neopisosoma Haig, 1960
- Novorostrum Osawa, 1998
- Orthochela Glassell, 1936
- Pachycheles Stimpson, 1858
- Parapetrolisthes Haig, 1962
- Petrocheles Miers, 1876
- Petrolisthes Stimpson, 1858
- Pisidia Leach, 1820
- Polyonyx Stimpson, 1858
- Porcellana Lamarck, 1801
- Porcellanella White, 1851
- Pseudoporcellanella Sankarankutty, 1962
- Raphidopus Stimpson, 1858
- Ulloaia Glassell, 1938